# Virée en voiture volée
Pour les articles homonymes, voir Joyride.

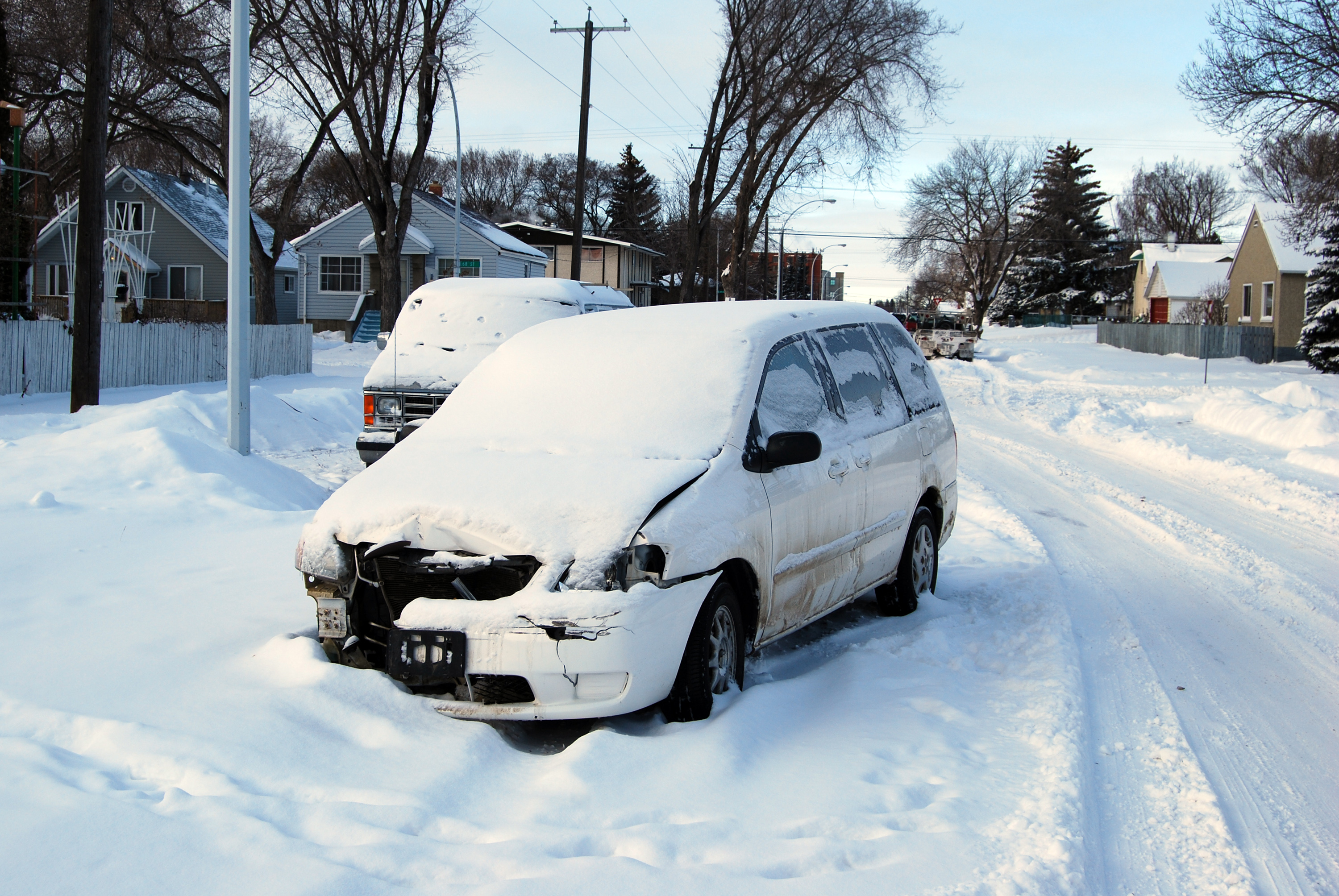
Véhicule abandonné après une joyride (Edmonton, Canada).

Une virée en voiture volée ou joyride (anglicisme) est la conduite d'un véhicule exercée sans but particulier, par pur plaisir, avec un véhicule volé.
Une fois le parcours effectué, le véhicule est généralement abandonné, voire parfois incendié.

## Angleterre
En droit anglais, une joyride n'est pas considérée comme étant un vol car l'intention de « priver de manière permanente » le propriétaire du véhicule ne peut pas être prouvée.